# سیارک ۷۲۳۷
سیارک ۷۲۳۷ (به انگلیسی: 7237 Vickyhamilton، نامگذاری:1988VH) هفت هزار و دویست و سی و هفتمین سیارک کشف شده‌است که در ۳ نوامبر ۱۹۸۸ کشف شد.